# Pachyramphus spodiurus
Pachyramphus spodiurus é uma espécie de ave da família Tityridae.
Pode ser encontrada nos seguintes países: Equador e Peru.
Os seus habitats naturais são: florestas secas tropicais ou subtropicais .
Está ameaçada por perda de habitat.